# Joseph-François Charpentier de Cossigny
Joseph-François Charpentier de Cossigny, eller Cossigny de Palma, 1736-1809, var en fransk ingenjör och upptäcktsresande som reste i Kina och Orienten. Därifrån förde han med sig frukten litchi till ön Réunion och började plantera den där 1764.

## Biografi
Joseph-François var son till Jean-François Charpentier de Cossigny och kusin till David Charpentier de Cossigny, som var guvernör för Franska Indien.
År 1751 gjorde Charpentier de Cossigny en studieresa till Kina och Bengalen. På hemvägen reste han via Pondicherry i södra Indien, där hans far hade affärer med sin brorson guvernören.

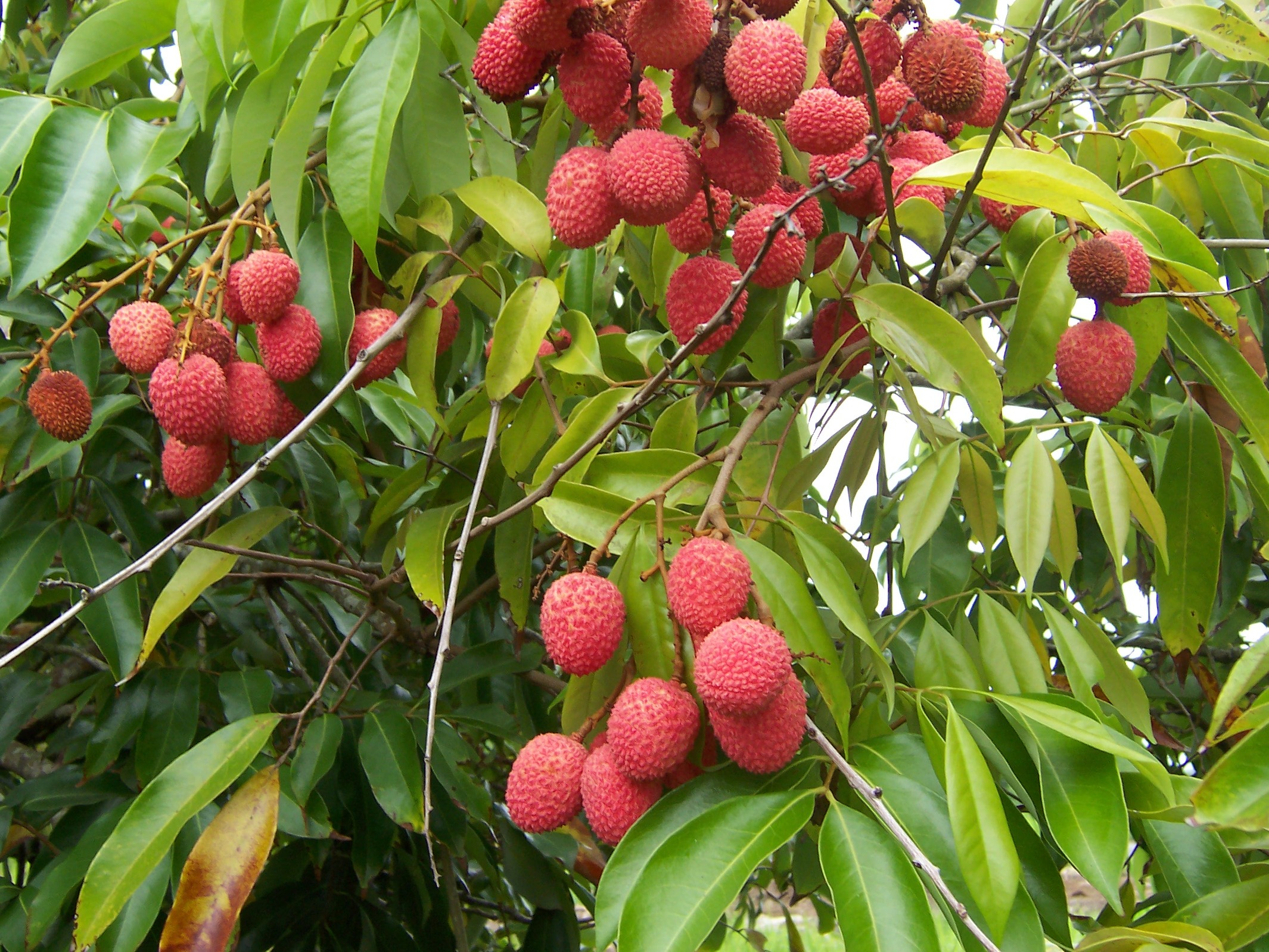
Lychee (Litchi chinensis) En av de frukter som Joseph-François Charpentier de Cossigny planterade i trädgården Palma

Mellan 1757 och 1762 reste han runt på öar i Indiska oceanen och på Java på olika kungliga uppdrag. År 1764 anlade han trädgården Palma på ön Reunion och planterade bland annat frukten litchi. 